# Gmina Bubullimë
Gmina Bubullimë (alb. Komuna Bubullimë) – gmina położona w środkowo-zachodniej części Albanii. Administracyjnie należy do okręgu Lushnja w obwodzie Fier. W 2011 roku populacja gminy wynosiła 5548 osób w tym 2690 kobiet oraz 2858 mężczyzn, z czego Albańczycy stanowili 84,41%  mieszkańców. 
W skład gminy wchodzi siedem miejscowości: Bubullimë, Eskaj, Gjonas, Halilaj, Pirrë, Kamçishtë, Imsht.